# Arthur Samuel
Arthur Lee Samuel, född 5 december 1901, död 29 juli 1990, var en amerikansk pionjär inom datorspel, artificiell intelligens och maskininlärning. Samuel läste på MIT och arbetade på forskningsföretaget Bell Labs med bland annat elektronrör. Han dog av komplikationer från Parkinsons sjukdom.